# 20-мм зенитная пушка Тип 98
20-мм автоматическое зенитное орудие Тип 98 — самое распространённое лёгкое зенитное орудие Императорской армии Японии. Тип 98 приняли на вооружение в 1938 году и применяли до конца Второй мировой войны. После Второй мировой данные пушки использовались индонезийской армией в ходе войны за независимость Индонезии.

## Конструкция и история

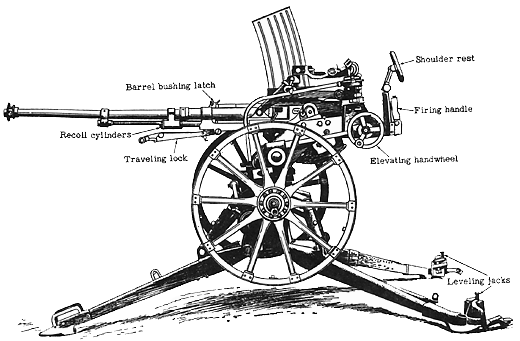
Рисунок 20-мм орудия Тип 98 из US Army field manual

20-мм автоматическая зенитная пушка Тип 98 была самым распространённым лёгким зенитным орудием японской армии — около 80 % зенитных автоматов Императорской армии были именно Тип 98. Обозначение «Тип 98» было присвоено по двум последним цифрам года японского календаря — 2598 (1938 г.). Тип 98 поступила на вооружение в том же году и впервые было применено в боях на Халхин-Голе. Орудие применялось японцами до конца Второй мировой войны. Орудие могло быть приведено в боевое положение примерно за три минуты опытным расчётом или же могло вести неточный огонь прямо с колёс.
Тип 98 и его варианты были основаны на французском 13,2-мм пулемёте Hotchkiss М1929, который был закуплен Японией а затем была приобретена лицензия на его производство.

## Боеприпасы
- Тип 100 — бронебойный трассирующий. Вес снаряда — 162 г; полный патрон — 431 г.
- Тип 100 — осколочно-фугасный (с самоуничтожением). Вес снаряда 136 г; полный патрон — 405 г.

## Варианты
Две установленных вместе пушки образовали установку, известную как 20-мм спаренная зенитная пушка Тип 4. Всего, приблизительно, было изготовлено около 500 Тип 4.